# Wade-Regeln
Die Wade-Regeln [ˈweɪd-] sind Elektronen-Abzählregeln, die Hinweise auf die räumliche Struktur, insbesondere Polyeder-Struktur von Clustern wie zum Beispiel Boranen geben. Sie wurden 1971 von Kenneth Wade aufgestellt und von Robert E. Williams und durch Ralph W. Rudolph erweitert. Das Thema wurde von Michael Mingos aufgegriffen und deutlich erweitert, weshalb sie auch Wade-Mingos-Regeln genannt werden.
Sie werden im Englischen auch als Polyhedral Skeletal Electron Pair Theory (PSEPT) zusammengefasst.

## Anwendung bei Boranen
Mit den Wade-Regeln lassen sich die Struktur einer Boranverbindung einfach aus ihrer Summenformel erkennen. Die Geometrie des Gerüsts von Boranen, Boran-Anionen und Carboranen ist durch das Verhältnis der Anzahl der Gerüstelektronen zur Anzahl der Gerüstatome (bzw. Gerüstelektronenpaaren) n bestimmt.
| Gerüstelektronen | Gerüstelektronenpaare | Struktur              |
| ---------------- | --------------------- | --------------------- |
| 2n               | n                     | hypercloso / präcloso |
| 2n + 2           | n + 1                 | closo                 |
| 2n + 4           | n + 2                 | nido                  |
| 2n + 6           | n + 3                 | arachno               |
| 2n + 8           | n + 4                 | hypho                 |
| 2n + 10          | n + 5                 | clado                 |

- closo lateinisch clausus, geschlossen
- nido lateinisch nidus, Nest
- arachno griechisch arachnion, Spinnennetz

Dabei sitzen die Bor-Atome eines closo-Boran auf den Ecken eines Polyeders, das nur von Dreiecksflächen begrenzt wird (Deltaeder). Typische bekannte Deltaeder sind zum Beispiel die trigonale Bipyramide (5-Ecken), das Oktaeder (6 Ecken) und das Ikosaeder (12 Ecken). Die Wasserstoffatome des Borans sind kovalent an das jeweilige Boratom gebunden und zeigen radial nach außen weg. closo-Borane kennt man aber bislang nur in Form von Dianionen (zweifach negativ geladene Moleküle). Als Beispiel sei der stabilste Vertreter, das closo-Dodecaboranat B12H122−, genannt.
Die Strukturen von nido-, arachno- und hypho-Boranen ergeben sich aus den Strukturen der closo-Borane, in dem eine, zwei bzw. drei benachbarte Ecken des closo-Polyeders nicht mit Bor-Atomen besetzt werden. Die entstehenden Körper besitzen also zunehmend offenere Strukturen. Die Wasserstoffatome dieser Borane besetzen einerseits wieder alle radial außen liegenden Positionen an den Boratomen und zusätzliche Plätze an den geöffneten Teilen der Polyeder.

## Beispiel
Das Pentaboran B5H9 ist nach den Wade-Regeln ein nido-Boran. Im Vergleich zum geschlossenen closo-Körper fehlt ihm eine Ecke. Seine Struktur leitet sich demnach von einem closo-Körper ab, der um eine Ecke reicher ist, das heißt von einem Oktaeder. Dabei geht eine Ecke des Oktaeders verloren – man erhält eine tetragonale (vierseitige) Pyramide. 5 H-Atome sitzen an den Ecken dieser Pyramide und zeigen radial nach außen weg, während die verbleibenden 4-H-Atome in die offene Vierecksseite weisen.
hypercloso-Verbindungen findet man bei den einfachen Hydrido-Boranen nicht. Man erwartet für sie ein ähnliches Gerüst wie für closo-Verbindungen. Allerdings sind die theoretischen Arbeiten hierzu nicht abgeschlossen. Beispiele hierfür sind halogensubstituierte Borane wie B6Cl6.

### Bestimmung der Anzahl der Gerüstelektronen
| Anzahl der Gerüstelektronen | = | Summe der Valenzelektronen der (Bor-)Gerüstatome                                    |
|                             | + | Valenzelektronen der H-Atome                                                        |
|                             | + | Anzahl der Elektronenladungen                                                       |
|                             | − | zwei Elektronen pro Hauptgruppen-Gerüstatom bzw. zwölf pro Nebengruppen-Gerüstatom. |

Vereinfachte Variante zur Berechnung der Gerüstelektronen bei Borclustern:
| Anzahl der Gerüstelektronen | = | Anzahl der B-H Bindungen × 2                |
|                             | + | (Anzahl der H-Atome – Anzahl B-H-Bindungen) |
|                             | + | Anzahl der Elektronenladungen × (−1)        |

### Beispiel
B5H11
n = 5 (Gerüstatome)
| Gerüstelektronen | = | 5 × 3 | Elektronen der 5 Bor-Atome    |
|                  | + | 11    | je ein Elektron der H-Bindung |
|                  | + | 0     |                               |
|                  | − | 2 × 5 | Elektronen der exo-H-Bindung  |
|                  | = | 16    |                               |

Bei 16 Gerüstelektronen ergibt sich für 5 Bor-Atome somit 2n + 6 = 16.
Daraus folgt die arachno-Struktur.

## Alternative (bei ungeladenen Boranen)
| Summenformel | Struktur   |
| ------------ | ---------- |
| BnHn         | hypercloso |
| BnHn+2       | closo      |
| BnHn+4       | nido       |
| BnHn+6       | arachno    |
| BnHn+8       | hypho      |